# کرمونا (دهانه)

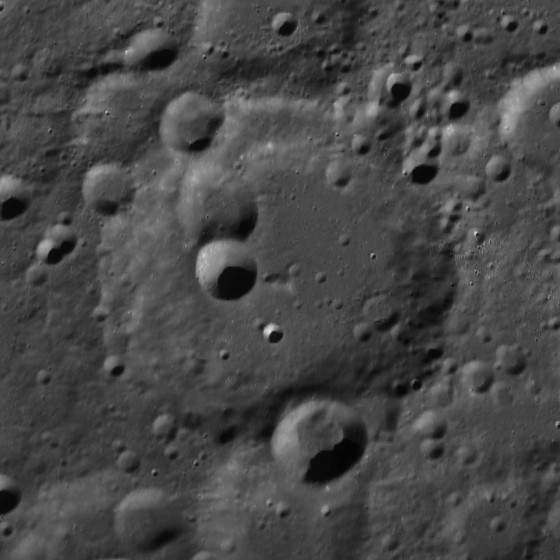
دهانه کرمونا، روی ماه.

کرمونا یک دهانه برخوردی در ماه‌ است.

## دهانه‌های اقماری
این دهانه ۴ دهانه اقماری دارد.
| کرمونا(دهانه) | عرض جغرافیایی | طول جغرافیایی | قطر          |
| ------------- | ------------- | ------------- | ------------ |
| A             | ۶۹.۶° N       | ۹۱.۰° W       | ۴۷.۰ کیلومتر |
| C             | ۶۷.۲° N       | ۹۲.۲° W       | ۱۵.۰ کیلومتر |
| B             | ۶۷.۹° N       | ۹۲.۴° W       | ۲۰.۰ کیلومتر |
| L             | ۶۶.۱° N       | ۹۰.۰° W       | ۲۳.۰ کیلومتر |